# Гемара
Гемара (арам. גְּמָרָא, «вивчення», «сприйняте від учителя» або від івр. גְּמָרָה, «завершення, досконалість») — збірка дискусій і аналізів тексту Мішни, що проводилися амораями, включає їх постанови та уточнення Закону (Галахи), а також алегоричні притчі та легенди (Аггаду).
Гемара містить як обов'язкові для юдея постанови й закони (Галаха), так і алегоричні притчі та легенди (Аггада).